# Pachnobia bryanti
Pachnobia bryanti är en fjärilsart som beskrevs av Benjamin 1933. Pachnobia bryanti ingår i släktet Pachnobia och familjen nattflyn. Inga underarter finns listade i Catalogue of Life.